# Paulo César Guimarães
Paulo César Guimarães (Pouso Alto, 9 de outubro de 1949) é um engenheiro eletricista e político brasileiro do estado de Minas Gerais.
Paulo César Guimarães foi vereador em Itajubá e deputado estadual constituinte de Minas Gerais na 11ª legislatura (1987-1991), pelo PDT.